# Schellberg (bei Trier)
Der Schellberg ist ein Berg zwischen Trier-Filsch, Trier-Tarforst und Korlingen in Rheinland-Pfalz, Deutschland. Er hat eine Höhe von 425 Metern über NHN.
Die Trierer Galgenkopftour führt am Schellberg vorbei.